# 長橋和久
長橋 和久（ながはし かずひさ、1966年〈昭和41年〉3月23日 - ）は、日本の建設・国土交通官僚。

## 経歴
愛媛県出身。愛媛県立今治西高等学校を経て、京都大学農学部農林経済学科を卒業。国家公務員採用Ⅰ種試験（経済）に合格し、1989年4月に建設省入省。
2020年7月21日、国土交通省大臣官房総括審議官に就任。
2021年7月15日、国土交通省不動産・建設経済局長に就任。
2023年7月4日、国土交通省総合政策局長に就任。
2024年4月1日、内閣官房内閣審議官（内閣官房副長官補付）兼復旧・復興支援総括官に就任。復旧・復興支援総括官は、同年1月の能登半島地震への対応で内閣官房に新設されたポストである。
2025年7月1日、防災担当の次官級ポストとして内閣府に新設された防災監に就任。

## 年譜
基本的な出典
- 1989年
  - 03月：京都大学農学部農林経済学科卒業[4]
  - 04月：建設省入省（道路局道路総務課）
- 1996年04月：近畿地方建設局総務人事課長
- 1998年04月：山形県企画調整部企画調整課長
- 2001年05月：国土交通省大臣官房人事課長補佐
- 2002年04月：国土交通省住宅局住宅総合整備課長補佐
- 2004年07月：国土交通省大臣官房総務課長補佐（国会連絡室）
- 2006年09月：国土交通省道路局路政課路政調査官
- 2007年07月：国土交通省道路局総務課企画官
- 2008年07月：国土交通省大臣官房人事課企画官
- 2010年08月：国土交通省住宅局総務課民間事業支援調整室機構
- 2011年
  - 01月：国土交通大臣秘書官（事務取扱）
  - 09月：国土交通省土地・建設産業局建設業課長入札制度企画指導室長
- 2012年09月11日：国土交通省土地・建設産業局企画課長[11]
- 2013年02月：独立行政法人都市再生機構経営企画部長
- 2015年07月31日：国土交通省土地・建設産業局不動産産業課長[12]
- 2016年07月01日：国土交通省大臣官房参事官（人事）[13]
- 2017年07月07日：国土交通省大臣官房人事課長[14]
- 2018年07月27日：国土交通省大臣官房総務課長[15]
- 2019年07月09日：国土交通省道路局次長[16]
- 2020年07月21日：国土交通省大臣官房総括審議官[17][6]
- 2021年07月01日：国土交通省不動産・建設経済局長[18][7]
- 2023年07月04日：国土交通省総合政策局長[19][8]
- 2024年04月01日：内閣官房内閣審議官（内閣官房副長官補付）兼復旧・復興支援総括官[2]
- 2025年07月01日：防災監[1]